# Rhamnus goudotiana
Rhamnus goudotiana är en brakvedsväxtart som beskrevs av José Jéronimo Triana och Planch.. Rhamnus goudotiana ingår i släktet getaplar, och familjen brakvedsväxter. Inga underarter finns listade i Catalogue of Life.